# Anaccra limitana
Anaccra limitana is een vlinder uit de familie bladrollers (Tortricidae). De wetenschappelijke naam is voor het eerst geldig gepubliceerd in 1966 door Razowski.
De soort komt voor in tropisch Afrika.